# Thylacinus
Il genere Thylacinus Temminck, 1824, appartenente all'ordine dei Dasiuromorfi, comprendeva alcuni marsupiali carnivori estinti. Tra tutte le specie che componevano il genere, solo una, il tilacino (Thylacinus cynocephalus), è sopravvissuta fino a tempi recenti, sebbene sia considerata estinta già dal 1936. Tutte le altre specie, diffuse solamente in Australia, vissero in epoca preistorica.

## Specie
- Genere Thylacinus †
  - Thylacinus cynocephalus †, noto anche come tilacino (Pliocene Inferiore - 1936)
  - Thylacinus macnessi † (Oligocene Superiore — Miocene Inferiore)
  - Thylacinus megiriani † (Miocene Superiore)
  - Thylacinus potens † (Miocene Inferiore)
  - Thylacinus rostralis †